# Медаль Больцмана
Медаль Больцмана — престижная премия, присуждаемая физикам за достижения в области статистической механики, названа в память Людвига Больцмана. Медаль вручается раз в три года Комиссией по статистической физике ИЮПАП во время пленарной конференции, посвященной статистической физике. Премия представляет собой позолоченную медаль с изображением Больцмана.